# Khalil Gibran

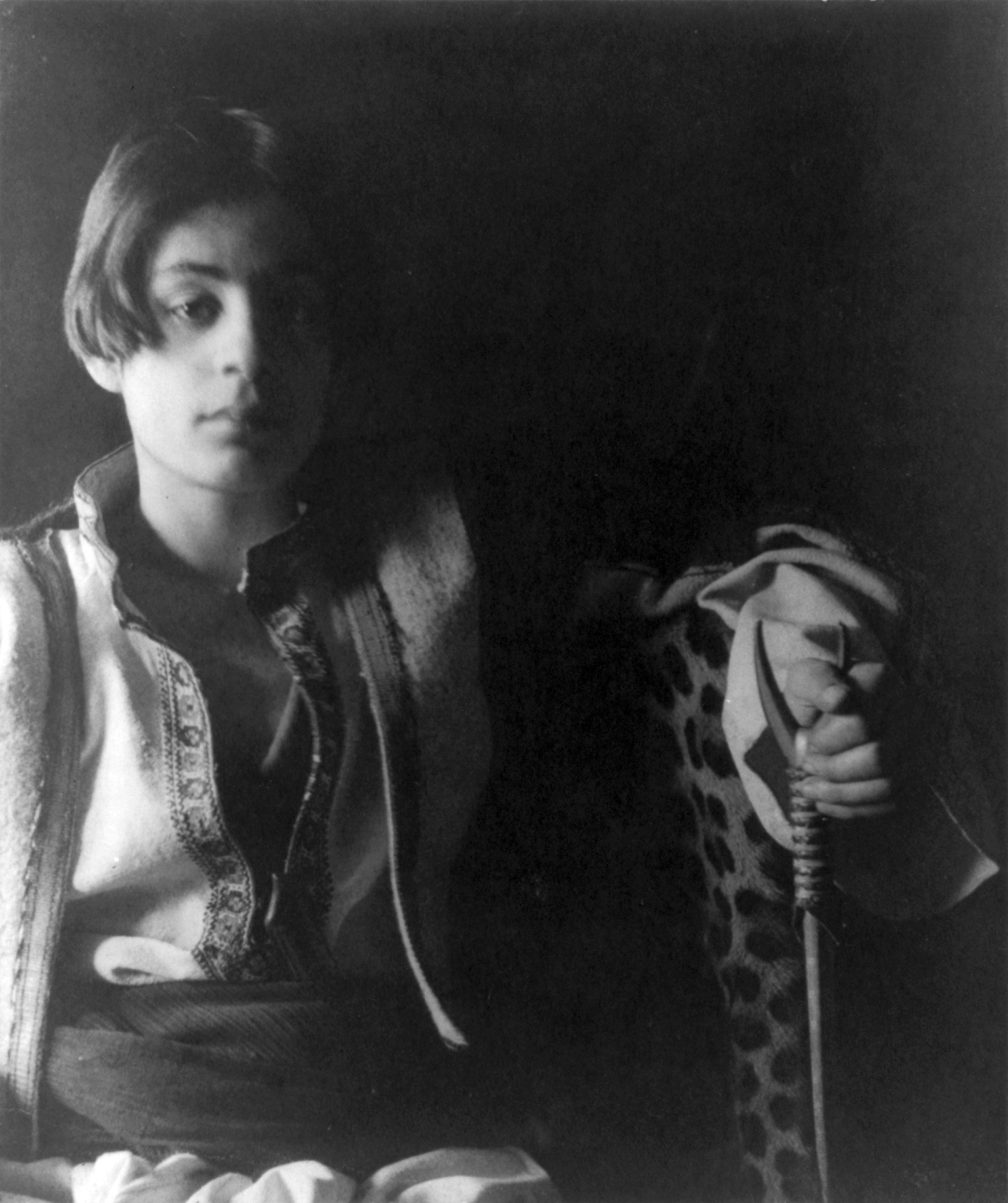
de jonge Khalil Gibran, gefotografeerd door Fred Holland Day

Khalil Gibran, ook wel Kahlil Gibran; geboren als Gibran Khalil Gibran, Arabisch: جبران خليل جبران, Syrisch: ܓ̰ܒܪܢ ܚܠܝܠ ܓ̰ܒܪܢ (Bsharri, 6 januari 1883 – New York, 10 april 1931) was een artiest, dichter en schrijver.

## Levensloop
Gibran werd geboren in Libanon. Zijn ouders waren  Maronitische christenen. Toen hij 12 was vertrok zijn moeder met haar kinderen naar de Verenigde Staten van Amerika, maar stuurde Khalil na korte tijd terug om zijn opleiding te vervolgen. In 1901 verliet hij Beiroet en zwierf door Europa. Daar kwam hij in aanraking met de Europese modernisten en de Romantiek. Zijn eerste boekje al-Musiqa (1905), dat eigenlijk meer een pamflet was, was een romantische lofzang op de muziek. In Boston en Parijs bracht hij het grootste deel van zijn productieve leven door.
Gibran schreef met zijn poëtische werken geschiedenis: vooral zijn boek De Profeet is zeer geliefd geworden bij het publiek en wordt tot op de dag van vandaag door velen gebruikt als persoonlijke bijbel. Tevens is hij in de Arabische wereld bekend als vrijdenker en schrijver, een van de weinigen van zijn tijd die over grenzen en verschillen heen keek. Hij schreef evenveel in het Engels als in het Arabisch, veelal korte verhalen en prozaïsche gedichten. Zijn werk is in tegenstelling tot de conventionele Arabische literatuur zeer toegankelijk, ook voor religieuzen en hen die zich thuis voelen in het atheïsme. Zijn reputatie als centraal figuur in de moderne Arabische literatuur is nooit betwijfeld.
Naast het schrijven schilderde hij veelvuldig; in zijn boeken staan veel van zijn werken. Later beschreef hij zijn leven in Libanon als idyllisch, in zijn werk schijnt veel van de volkscultuur en de natuurlijke schoonheid van Libanon door.

## Werk
Zijn schilderijen en tekeningen zijn over de hele wereld te vinden. Zijn boeken combineren westerse en oosterse mystiek. Zijn poëtisch werk is vertaald in meer dan 25 talen. Volgende werken vermelden datum van oorspronkelijke uitgave met de titel van de latere originele Nederlandstalige uitgave:
- 1908: Geest van opstand
- 1912: Gebroken vleugels
- 1914: Een traan en een lach
- 1918: De dwaas
- 1920: De voorloper
- 1923: De profeet
- 1926: Zand en schuim
- 1928: Jesus, de zoon van de mens
- 1932: De zwerver
- 1933: De tuin van de profeet[2]
- 1933: Lazarus
- 1965: Spiegels van de ziel

- Bibsys: 90211842
- Biblioteca Nacional de Chile: 000037524
- Biblioteca Nacional de España: XX1154018
- Bibliothèque nationale de France: cb11904838q (data)
- Catàleg d'autoritats de noms i títols de Catalunya: 981058512794806706
- CiNii: DA02400156
- Gemeinsame Normdatei: 118680935
- International Standard Name Identifier: 0000 0000 0106 6256
- Library of Congress Control Number: n79095627
- Nationale Bibliotheek van Letland: 000016227
- MusicBrainz: d8d798d4-995d-43e9-b504-71bc3223495d
- National Central Library: 001567824
- Bibliotheek van het Japanse parlement: 00440851
- Nationale Bibliotheek van Tsjechië: jn19981001339
- Nationale bibliotheek van Australië: 35122483
- Nationale Bibliotheek van Israël: 987007261759205171
- Nationale Bibliotheek van Polen: a0000001924564
- Nationale en Universitaire bibliotheek Zagreb: 000030159
- Nederlandse Thesaurus van Auteursnamen: 06842776X
- RKD-Nederlands Instituut voor Kunstgeschiedenis: 426859
- Istituto Centrale per il Catalogo Unico: CFIV009825
- LIBRIS: 55874
- SNAC: w6md9p5g
- Système universitaire de documentation: 026890453
- TDVİA: cibran-halil-cibran
- Trove: 832955
- Union List of Artist Names: 500053530
- Virtual International Authority File: 88896061
- WorldCat: E39PBJdRvHfqXky98bwcqpJv73